# De Schaffelaar

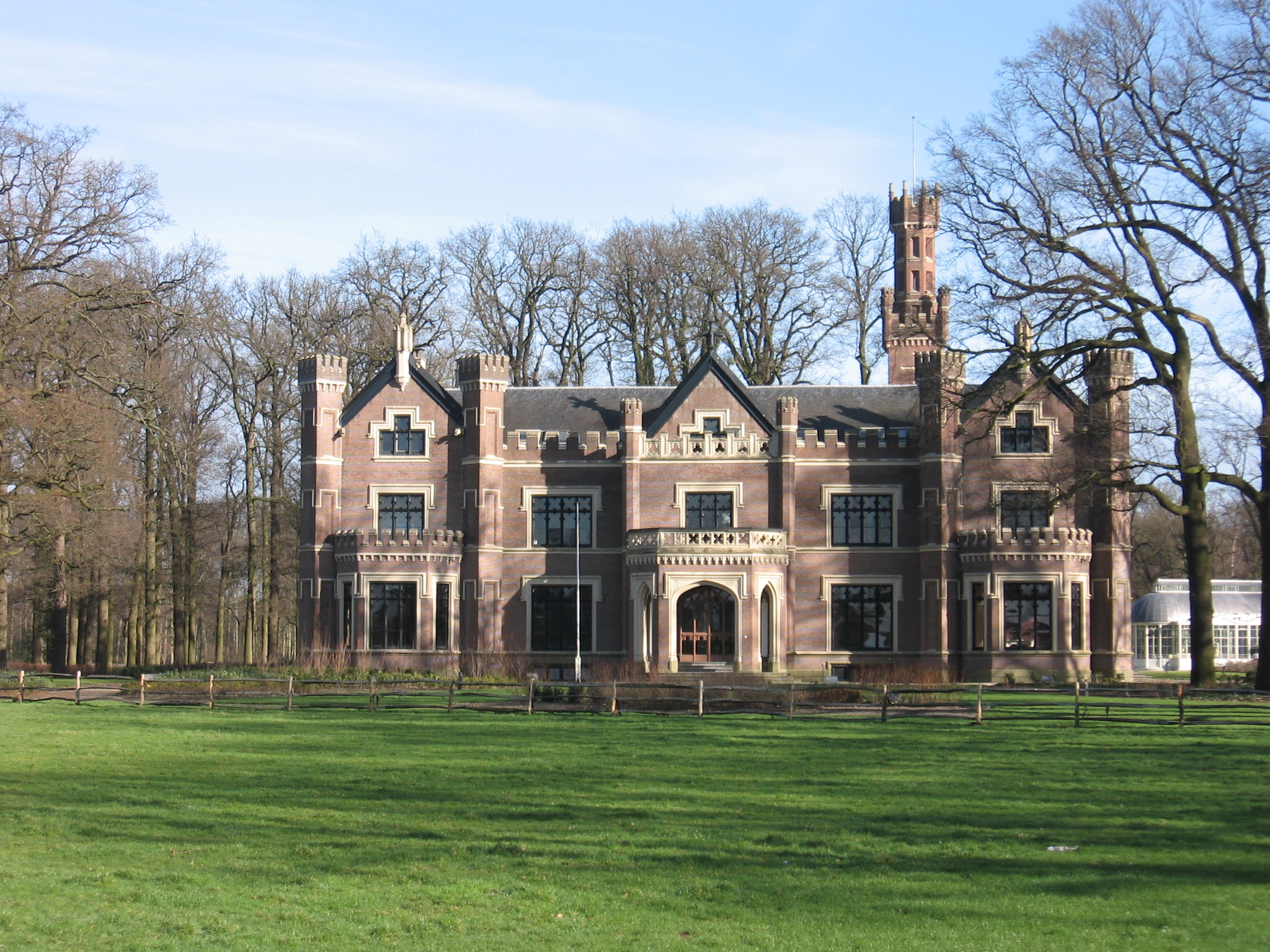
De Schaffelaar

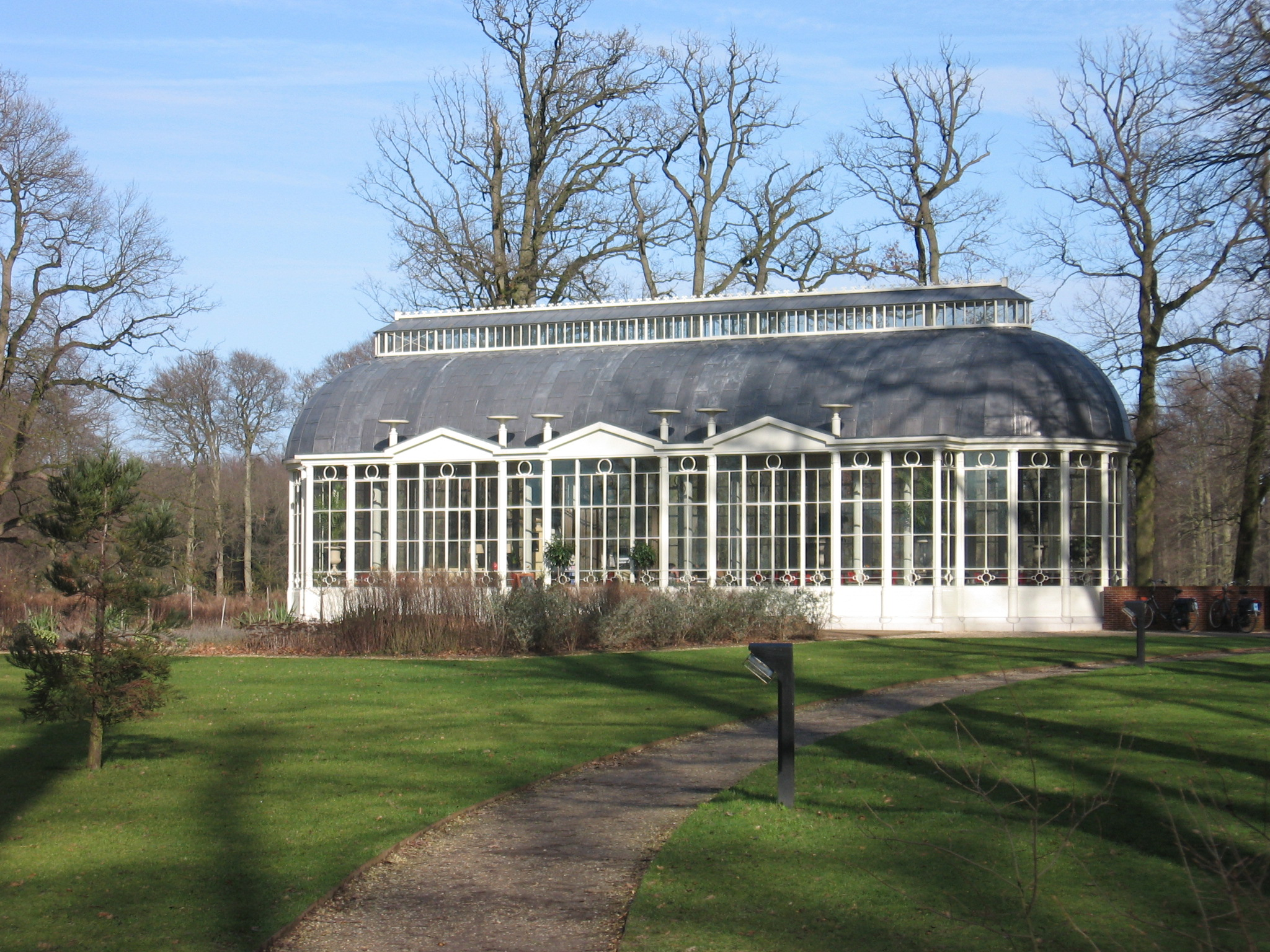
Orangerie des Schaffelaar

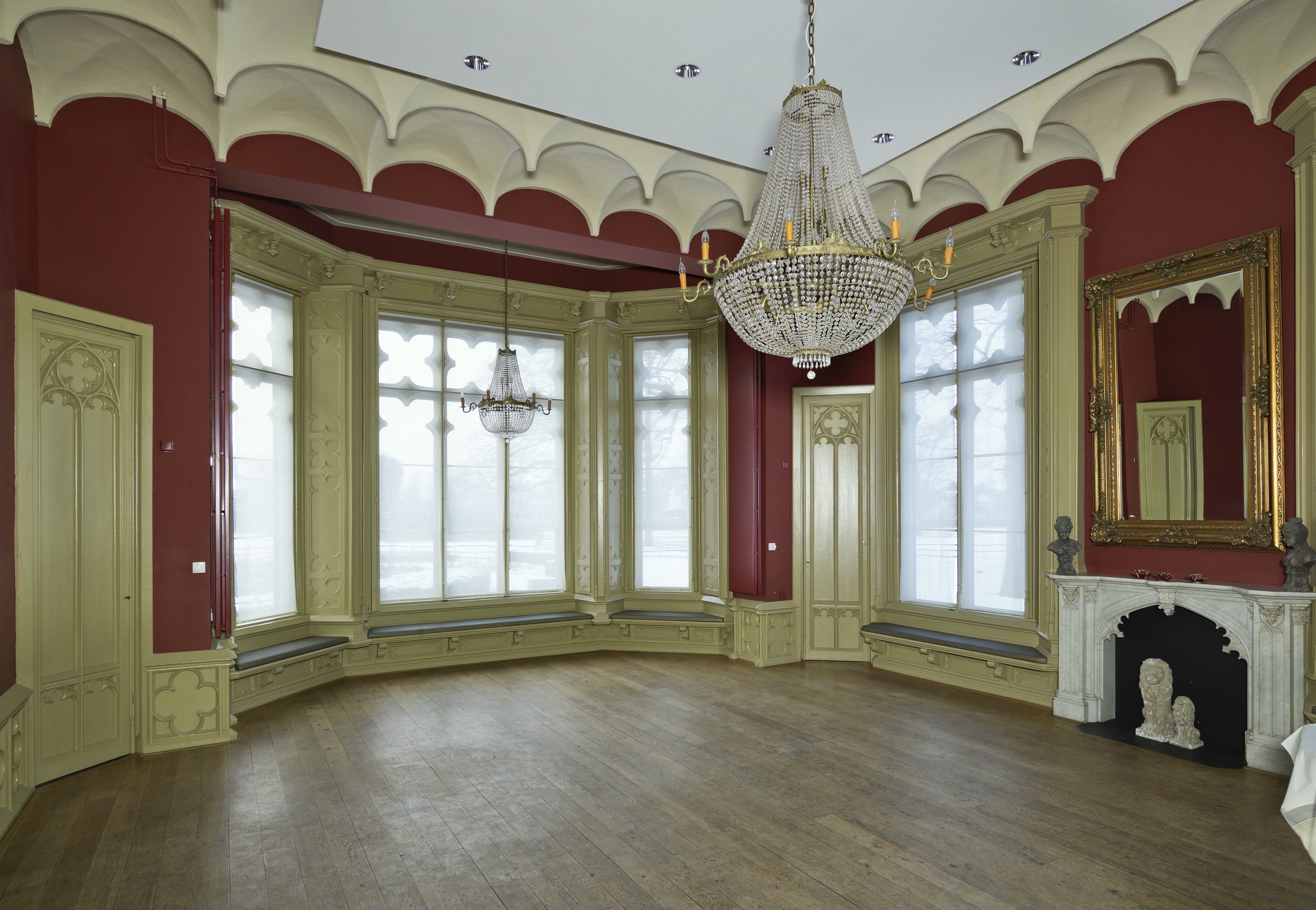
Innenansicht, Hackfortsaal

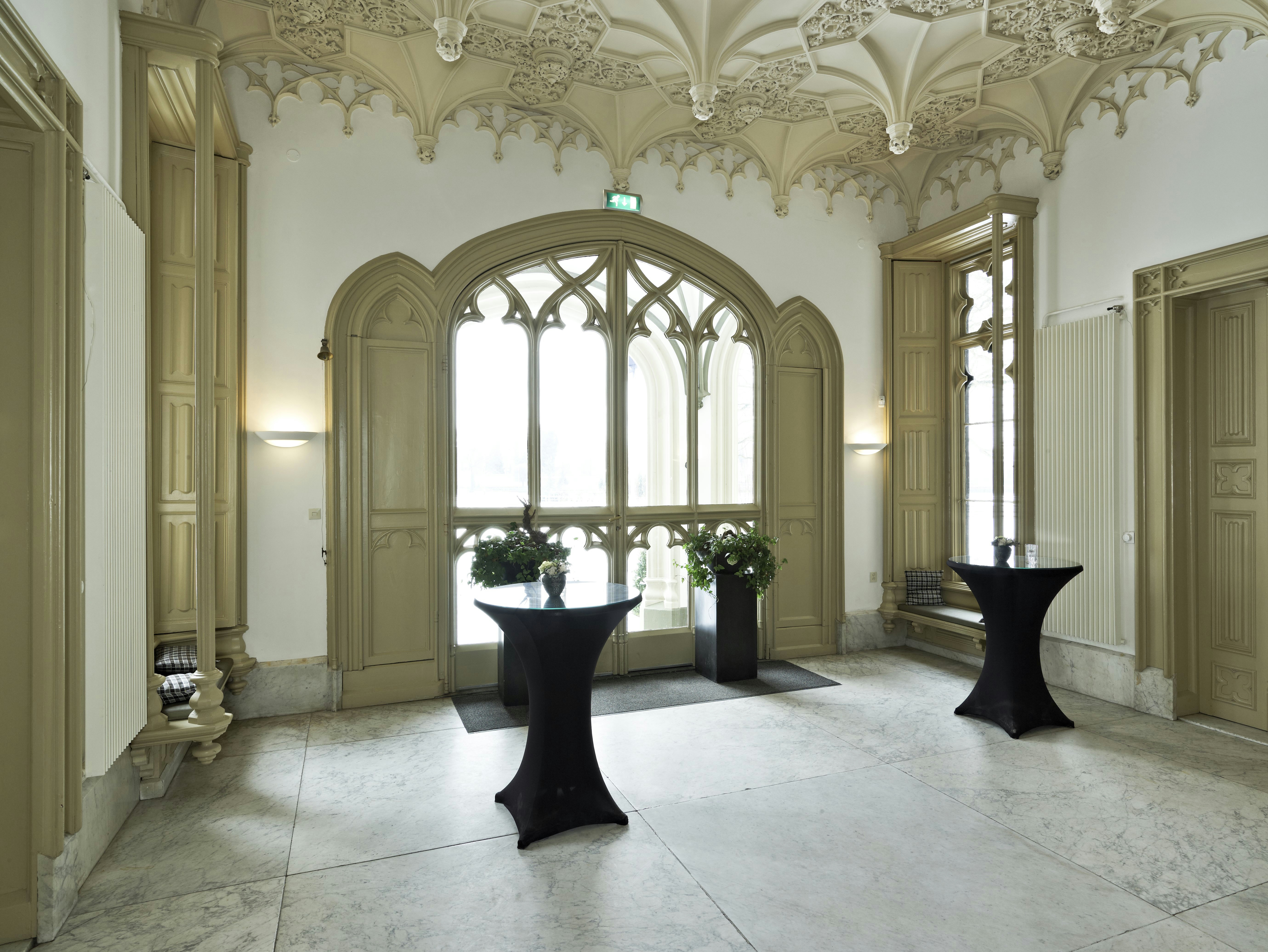
Innenansicht, Neugotische Deckengestaltung

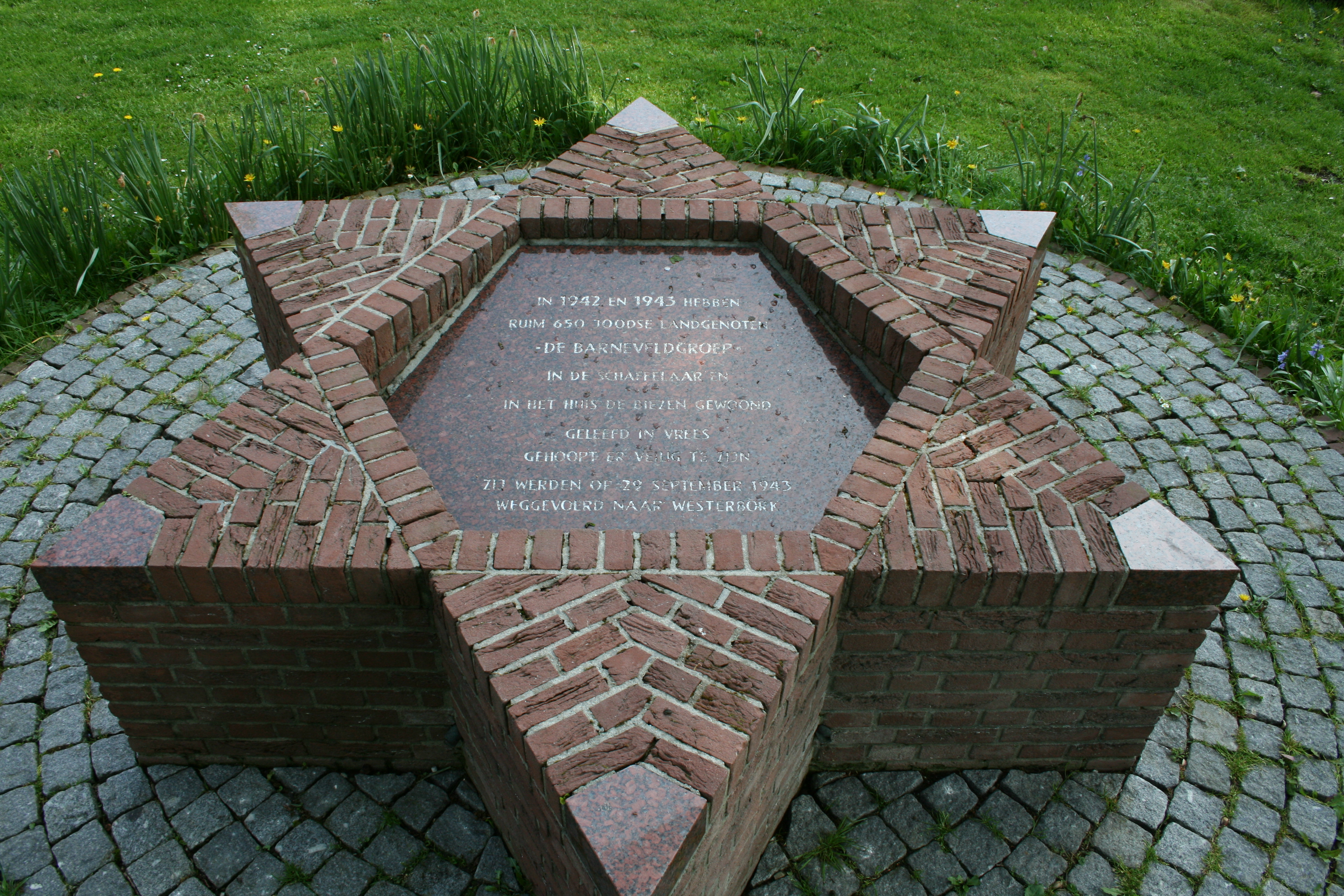
Gedenkstein für die Juden in Schaffelaar

De Schaffelaar (niederländisch Landgoed De Schaffelaar) ist ein Park mit Landhaus in Barneveld, in der niederländischen Provinz Gelderland. Das Bauwerk stammt aus der Zeit um 1850 und gilt als das bedeutendste niederländische Herrenhaus in der neugotischen Rezeption des Tudorstils und wird auch Kasteel De Schaffelaar genannt. Es steht auf der Liste der Top 100 der niederländischen Kulturdenkmäler des Rijksdienst voor de Monumentenzorg.

## Geschichte

### Ursprung
Auf demselben Anwesen wie das heutige Landgut, etwa 250 Meter nordwestlich, stand im 16. Jahrhundert ein Haus auf der Koewei, das zunächst Hackfort und später Schaffelaar (zu Ehren von Jan van Schaffelaar) hieß. Der älteste bekannte Besitzer dieses Schlosses war Floris van Hackfort, der vor 1600 lebte. Um 1585 wurde die Burg, die damals von einem Wassergraben umgeben war, von den Spaniern zerstört. Durch Floris' Enkelin Geertruid Hackfort, Tochter von Johan van Hackfort und Gerarda van Delen, kam das Anwesen mit dem neuen Haus in die Hände ihres Mannes Nicolaas Vijgh (gestorben 1663) und wurde anschließend an die Adelsfamilie Van Essen tot Helbergen vererbt. Denn Geertruid Agnes Vijgh, Frau van Schaffelaar (und Enkelin von Nicolaas Vijgh, Tochter von Charles Vijgh und Johanna Vijgh) heiratete 1698 Lucas Willem Baron van Essen tot Helbergen (1643–1701). Er war Bürgermeister von Harderwijk. Das Anwesen wurde 1767 von Van Essens gleichnamigem Enkel Lucas Willem Baron van Essen (1739–1791, begraben in der Grote Kerk in Barneveld) in Auftrag gegeben, und zwar in einem für Gelderland beispiellosen Stil und Luxus. Der Garten wurde von einem Schüler von André le Nôtre, dem Designer der Schlossgärten von Versailles, entworfen. Da Van Essen keine Kinder hatte, wurde das Schloss nach dem Tod seiner Witwe, der Dichterin Margriet de Cocq Baronin Van Haeften, 1793 von den Erben öffentlich versteigert. Dabei handelte es sich um zwei Enkelkinder von Van Essens Tante, nämlich um das Ehepaar sowie um Neffe und Nichte Jan Arend baron de Vos van Steenwijk (1746–1813) und Conradina Wilhelmina van Isselmuden tot Paaslo (1746–1796), die die Erben waren.
Im Jahr 1800 brannte das Haus ab. 1808 kaufte Jasper Hendrik Baron van Zuylen Van Nievelt (1751–1828), Amtmann von Barneveld und dortiger Meier, das Anwesen, das 1828 an seinen gleichnamigen Neffen (einen Enkel seines Bruders) überging, der 1840 Pläne für ein neues Haus im klassizistischen Stil entwarf. Diese Pläne wurden in ein Haus im neugotischen Stil umgewandelt. Dies geschah 1852, dem Jahr, in dem Van Zuylen van Nievelt (1808–1877) Jeanne Cornélie Baronin Van Tuyll van Serooskerken (1822–1890) heiratete, Jasper Hendrik van Zuylen van Nievelt war ein Bruder von Gerrit Willem van Zuylen van Nievelt, der Bürgermeister von Barneveld wurde. Am 1. April 1852 legte der Bauherr Jasper Hendrik Baron van Zuylen van Nievelt den Grundstein für ein neues Landhaus etwa 250 Meter näher am Dorf. Die Architektur des neuen „De Schaffelaar“ wurde von A. van Veggel entworfen. Das Anwesen wurde von mehreren Personen bewohnt, unter anderem von dem bereits erwähnten Baron Van Zuylen, aber 1935 wurden die Kosten so hoch, dass sich nur noch wenige Personen das Landhaus zeitweise leisten konnten. Es war nicht mehr ständig bewohnt.

### Zweiter Weltkrieg
Während des Zweiten Weltkriegs wurde das Gebäude von der deutschen Besatzungsmacht als Reservierungslager genutzt, um jüdische Niederländer zu internieren, die nach dem Frederiks-Plan von sozialer Bedeutung waren. Die betreffenden Juden hatten zum Beispiel im Ersten Weltkrieg auf deutscher Seite gekämpft oder waren Mitglieder der NSB gewesen. Das Lager wurde als Wohltätigkeitseinrichtung dargestellt, aber in Wirklichkeit diente es dazu, die Wahrscheinlichkeit zu verringern, dass Juden untertauchen und versuchen, ihre Rechte gegenüber der Regierung zu verteidigen. Auf diese Weise erleichterte es den Besatzern die Verhaftung und Deportation der Juden in die Vernichtungslager. In dem Lager waren zwischen Dezember 1942 und September 1943 etwa 450 Juden interniert. Andere, ähnliche Lager waren das Huize De Biezen in Barneveld und Villa Bouchina in Doetinchem.
Nachdem die Juden nach dem KZ Theresienstadt deportiert worden waren, beherbergte De Schaffelaar ältere Menschen, die wegen der Bombenangriffe aus der Randstad geflohen waren. Nach dem Krieg wurde das Gebäude nacheinander durch ein Rehabilitationszentrum für Kriegsinvaliden, die Stabsschule für Bevölkerungsschutz, eine Schreibmaschinenschule und als Turnhalle genutzt.

### Gegenwärtige Verhältnisse
Im Jahr 1967 verkaufte die damalige Eigentümerin, die Urenkelin von Jasper Hendrik Baron van Zuylen van Nievelt, J.L.A. Clifford Kocq van Breugel-Baroness van Nagell, Frau van Schaffelaar, das „Schloss“ an die Gemeinde Barneveld zum symbolischen Preis von 1 Gulden. Die umliegenden Ländereien gingen in den Besitz der Stiftung Het Geldersch Landschap über. Zwischen September 1977 und Dezember 1979 ließ die Gemeinde das Gebäude vollständig restaurieren. 1987 wurde ein von dem ehemaligen Häftling Ralph Prins entworfenes Denkmal eingeweiht, danach diente es bis 2002 als Unterkunft für ausländische Studenten. Im Jahr 2010 wird das Schloss als Saalunterkunft genutzt und für Feste und Hochzeiten vermietet.

## Der Schaffelaarer Wald
Het Schaffelaarsebos, der Garten und die sogenannte Koewei wurden 2005 von Het Geldersch Landschap renoviert. Die Orangerie wurde wiederaufgebaut und wird als Restaurant genutzt. Die Gesamtfläche des Anwesens beträgt 94 Hektar.